# Roncus talason
Roncus talason är en spindeldjursart som beskrevs av Curcic, Lee och Makarov 1993. Roncus talason ingår i släktet Roncus och familjen helplåtklokrypare. Inga underarter finns listade i Catalogue of Life.